# 廷德爾 (密蘇里州)
廷德爾（英語：Tindall）是位於美國密蘇里州格蘭迪縣的城市。

## 人口
根據2020年美國人口普查的數據，廷德爾的面積為0.34平方千米，皆為陸地。當地共有人口46人，而人口密度為每平方千米135人。